# Tricia Sullivan
Pour les articles homonymes, voir Sullivan.
Œuvres principales
- Dreaming In Smoke

Tricia Sullivan, née le 7 juillet 1968 à Englewood dans le New Jersey, est une écrivaine américaine de fantasy et de science-fiction.

## Œuvres

### SérieEverien
Cette série est publiée sous le pseudonyme de Valery Leith.
1. (en) The Company of Glass, Bantam Spectra, 1999
2. (en) The Riddled Night, Dell, 2000
3. (en) The Way of the Rose, Bantam Spectra, 2001

### Romans indépendants
- (en) Lethe, Gollancz, 1995
- (en) Someone to Watch Over Me, Millennium / Orion, 1997
- (en) Dreaming in Smoke, Orion, 1998Prix Arthur-C.-Clarke 1999
- Maul, Au Diable Vauvert, 2011 ((en) Maul, 2003)
- (en) Double Vision, Orbit, 2005
- (en) Sound Mind, Orbit, 2007
- (en) Lightborn, Orbit, 2010
- (en) Shadowboxer, Ravenstone, 2014
- (en) Occupy Me, Gollancz, 2016
- (en) Sweet Dreams, Gollancz, 2017